# Диоклецианов акведукт
Диоклециановият акведукт (на хърватски: Dioklecijanov akvadukt) е акведукт и археологически обект в хърватския град Сплит, сред 3-те най-добре запазени акведукти на територията на бивша Югославия, наред с Скопския акведукт в Република Македония и Барския акведукт в Черна гора.

## История
Акведуктът е построен от император Диоклециан в края на III или началото на IV в., за да снабдява с вода неговия дворец в античния Солин, днес Сплит. По него е транспортирана вода от река Ядро, отстояща на 9 км северозападно от дворцовия комплекс. Дължината на акведукта е била 9 км, а разликата във височината между крайните му точки – 33 м.
Най-добре е запазена тази част от акведукта, която е в непосредствена близост до някогашния град Солин. В този участък дължината е 180 м, а височината достига 16,5 м. Конструкцията е изградена от тухли с пилони и арки, но основната част от съоръжението се намира частично или напълно под земята.
Акведуктът е разрушен при нахлуването на готите в средата на VI век и в продължение на 13 века не е използван. Чак през 1877 – 1880 г., когато тези земи се намират под контрола на Австро-Унгария, по идея на тогавашния кмет на Сплит Антонио Баямонти акведуктът е възстановен. През 1932 г. обаче с изграждането на водопроводната станция Копилица, той окончателно спира да функционира и понастоящем е сред най-интересните туристически обекти на Сплит. За последно укрепителни работи и реконструкция е извършена през 1999 г.